# International Journal of Systematic and Evolutionary Microbiology
International Journal of Systematic and Evolutionary Microbiology (Revista Internacional de Microbiologia Sistemática e Evolutiva) é uma revista científica revisada por pares especializada no campo da microbiologia.  É uma publicação da Microbiology Society e da International Committee on Systematics of Prokaryotes (ICSP). É a publicação líder em novos táxons de micro-organismos.
Foi fundada em congresso no Rio de Janeiro com o nome International Bulletin of Bacteriological Nomenclature and Taxonomy, tendo sua primeira publicação em 1951. Em 1966 passou a ser chamada International Journal of Systematic Bacteriology, que foi seu nome até 1999.
Aceita publicações em todos os temas de evolução e filogenética de micro-organismos, incluindo todos os procariotos, leveduras, micro-fungos, protozoários e microalgas, incluindo análises de sistemática, identificação, caracterização, preservação de culturas, evolução e biodiversidade.
Em 2014, teve fator de impacto de 2,511.
Nomes de procariotos devem ser publicados na revista, ou em suas listas de nomes, para serem considerados válidos pelo campo de estudo da microbiologia e pela ICSP.